# Cortes de Lérida (1515)
Las Cortes de Lérida de 1515 fueron presididas por la reina Germana de Foix.
Igual que en las anteriores cortes de 1512, el motivo era la guerra contra los franceses. Se celebraron entre el 22 de octubre y el 18 de diciembre de 1515.
Se decidió prorrogar la aportación de 200 hombres de armas y 200 jinetes decidida en las anteriores cortes durante tres años más.
Los temas tratados fueron de poca importancia, muestra de la baja actividad en este trienio. Se centraban en los abusos de algunos miembros de la audiencia y en la metodología de toma de posesión de los diputados, así como de sus incompatibilidades. Estos puntos sin duda eran fruto de los incidentes habidos en el trienio anterior con el nombramiento de Juan II de Ribagorza como Lugarteniente del reino de Aragón a la misma vez que era diputado eclesiástico de la Diputación del General del Principado de Cataluña.
El 18 de diciembre las Cortes se aplazaron hasta junio de 1517, pero la muerte del rey Fernando II de Aragón el 23 de enero de 1516 impidió su reanudación.
| Predecesor: Cortes de Monzón (1512) | Cortes Catalanas 1515 | Sucesor: Cortes de Barcelona (1519) |